# Stauraum (Stauanlagenbau)
Der Stauraum einer Talsperre oder einer Stauanlage ist der Raum, in dem das Wasser im Regelbetrieb aufgestaut werden kann. Er wird nach unten und zur Seite hin durch die Talmulde und nach oben durch das Niveau der Hochwasserentlastungsanlage begrenzt. Sollte die Überlaufschwelle beweglich sein, so gilt das Niveau der aufgestellten Klappe.
Mit dem Stauraum hängen folgende Begriffe aus dem Stauanlagenbau zusammen:
- der Beckenraum von der Talsohle bis zur Krone des Absperrbauwerkes;
- der Gesamtstauraum aus dem Stauraum und dem dynamischen Wasserkörper, der beim Überlauf über die Hochwasserentlastungsanlage angestaut ist, abhängig vom gewählten Bemessungshochwasser;
- der Betriebsraum, das zu unterschiedlichen Zwecken regulär genutzte Speichervolumen zwischen Stauziel und Absenkziel, reguliert über den Betriebsauslass;
- der Reserveraum (auch Eiserner Bestand) unterhalb des Betriebsauslasses, aber oberhalb des Grundablasses und darf nur auf besondere Veranlassung (bei einigen Ländern nur mit Genehmigung des Ministerpräsidenten) in Anspruch genommen werden;
- der beherrschbare Hochwasserschutzraum ist innerhalb des Stauraums für den Hochwasserschutz ggf. jahreszeitabhängig reserviert und darf daher nur bei Hochwasser eingestaut werden;
- der unbeherrschbaren Hochwasserschutzraum ist die Staulamelle, die nur bei Betrieb der Hochwasserentlastungsanlage eingestaut wird. Die Höhe des unbeherrschbaren Hochwasserschutzraumes wird bestimmt durch die Höhe des Überfalls über die Hochwasserentlastungsanlage. Er bewirkt die Retention und bildet zusammen mit dem Stauraum den Gesamtstauraum;
- der Totraum als Restvolumen des Speichers, das unterhalb des Niveaus des tiefsten Grundablasses liegt und daher nicht bewirtschaftet werden kann;[2]
- der Nutzraum zwischen dem Höchsten Stauziel und dem Tiefsten Absenkziel;
- der Freiraum als Differenz zwischen Beckenraum und Gesamtstauraum. Er stellt also das Volumen zwischen höchstem Stauziel und Kronenstau dar, das auch bei Bemessungshochwasser nicht in Anspruch genommen wird.

Die Oberfläche des Stauraumes wird vielfach auch Stausee genannt.